# Francis Kernan
Francis Kernan (Wayne, 1816. január 14. – Utica, 1892. szeptember 7.) az Amerikai Egyesült Államok szenátora (New York, 1875–1881).